# Apion subulatum
Apion subulatum är en skalbaggsart som beskrevs av Kirby 1808. Apion subulatum ingår i släktet Apion, och familjen spetsvivlar. Arten är reproducerande i Sverige.